# Artemisia wudanica
Artemisia wudanica là một loài thực vật có hoa trong họ Cúc. Loài này được S.L.Liou & W.Wang mô tả khoa học đầu tiên năm 1979.